# MSC Splendida
El MSC Splendida es un crucero de la clase Fantasia propiedad de la MSC Cruceros. Fue construido por STX Europe en Chantiers de l'Atlantique, en Saint-Nazaire, Francia.
Entró en servicio en marzo de 2009. Su buque gemelo es el MSC Fantasia.
Su nombre original era MSC Serenata, pero fue cambiado en mayo de 2007 por MSC Splendida. Su viaje inaugural se realizó el 4 de julio de 2009, en el Mediterráneo, y terminó el 11 de julio para al día siguiente ser bautizado oficialmente por Sophia Loren en Barcelona, España.